# The Palace (pel·lícula)
The Palace (lit. ‘El palau’) és una pel·lícula de comèdia negra del 2023 dirigida per Roman Polanski, que va coescriure el guió amb Jerzy Skolimowski i Ewa Piaskowska. La pel·lícula és protagonitzada per Oliver Masucci, Fanny Ardant, John Cleese, Bronwyn James, Joaquim de Almeida, Luca Barbareschi, Milan Peschel, Fortunato Cerlino i Mickey Rourke. Narra els contratemps d'un sopar de Cap d'Any de 1999 al palau de Gstaad. S'ha doblat i subtitulat al català.
La pel·lícula es va projectar al 80è Festival Internacional de Cinema de Venècia el 2 de setembre de 2023, abans d'estrenar-se als cinemes d'Itàlia el 28 de setembre de 2023 a càrrec de 01 Distribution. L'estrena i la promoció de la pel·lícula es van veure afectades per les controvèrsies d'abús sexual al voltant de Polanski. Va ser un fracàs de taquilla i va rebre crítiques majoritàriament desfavorables que van desaprovar l'humor, i més tard va definir-la com la pitjor pel·lícula de Polanski.